# Alkalurops
Alkalurops (μ Bootis / μ Boo / 51 Bootis) es un sistema estelar en la constelación de Bootes, cuyo nombre proviene del griego y significa «garrote» o «cayado». También recibe los nombres de Inkalunis e Icalurus. Otros nombres utilizados para designar a esta estrella, estos provenientes del latín, son Clava y Venabulum, siendo el significado de este último «venablo». El sistema se encuentra a 121 años luz de distancia del sistema solar.
Visualmente se pueden distinguir dos componentes separadas 108 segundos de arco. La componente principal, Alkalurops A (HD 137391), es una estrella probablemente subgigante de tipo espectral F0V y 7340 K de temperatura. Con magnitud aparente +4,31, tiene una luminosidad 23 veces mayor que la del Sol. Su espectro sugiere que es una binaria espectroscópica con un período de 298,8 días. Asimismo, se sospecha que pueda ser una variable Delta Scuti.
La otra componente del sistema (HD 137392) es, a su vez, una estrella binaria formada por dos enanas amarillas de tipo G1V análogas al Sol separadas 1,5 segundos de arco de media. La más brillante de las dos, Alkalurops B, tiene una luminosidad doble que la solar, mientras que la menos brillante, Alkalurops C, es casi idéntica al Sol. Las dos estrellas, separadas una media de 54 UA, completan una vuelta cada 260 años. El par se halla separado al menos 4000 UA de Alkalurops A.

## Posición en la constelación de Bootes

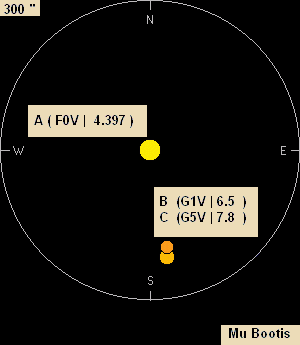
Posición de Mu Bootis.

Esta estrella está separada por 108 segundos de arco por la estrella binaria μ2. Sus componentes (de la otra estrella) están a una magnitud de +7.2 y +7.8